# Protest und Dissens in China
Protest und Dissens in China haben sich trotz Einschränkungen der Versammlungsfreiheit und der Redefreiheit in der Volksrepublik China ausgebreitet. Vor allem in den Jahrzehnten seit dem Tod von Mao Zedong fanden verschiedene Proteste und Dissidentenbewegungen statt. Zu den bemerkenswertesten gehören der Tibetaufstand 1959 gegen die Herrschaft der Kommunistischen Partei Chinas, die Protestbewegung um den Tian’anmen-Platz 1989, das mit militärischer Gewalt niedergeschlagen wurde, und die Demonstration von 10.000 Falun-Gong-Praktizierenden am 25. April 1999 in Zhongnanhai. Demonstranten und Dissidenten in China setzten sich gegen verschiedenste Missstände ein, unter anderem der Korruption, Zwangsvertreibungen, unbezahlte Löhne, Menschenrechtsverletzungen, Umweltzerstörung, ethnische Proteste, Petitionen für Religionsfreiheit und bürgerliche Freiheiten, Proteste gegen die Einparteienherrschaft sowie nationalistische Proteste gegen das Ausland.
Die Zahl der jährlichen Proteste ist seit Anfang der 1990er Jahre stetig gestiegen, von rund 8700 „Massenereignissen in Gruppen“ im Jahr 1993 auf über 87.000 im Jahr 2005. Im Jahr 2006 schätzte die Chinesische Akademie der Sozialwissenschaften die Zahl der jährlichen Massenvorfälle auf über 90.000 und der chinesische Soziologieprofessor Sun Liping schätzte sie im Jahr 2010 auf 180.000. Massenereignisse werden allgemein als „geplantes oder improvisiertes Treffen, das sich aufgrund innerer Widersprüche bildet“ definiert und können öffentliche Reden oder Demonstrationen, physische Zusammenstöße, öffentliche Ausstrahlungen von Missständen und andere Gruppenverhaltensweisen, die als störend für die soziale Stabilität angesehen werden, einschließen.
Einige Gelehrte argumentierten, dass trotz des Anstiegs der Protestesie diese möglicherweise keine existenzielle Bedrohung für die kommunistische Parteiherrschaft darstellen, weil sie keine „Verbindungsglieder“ hätten. Die überwiegende Zahl richtet sich gegen lokale Beamte, nur wenige besondere Dissidentenbewegungen streben nach systemischen Veränderungen.

## Rechtsrahmen
Die Verfassung der Volksrepublik China besagt, dass „die Bürger der Volksrepublik China Rede-, Presse-, Versammlungs-, Vereinigungs-, Prozessions- und Demonstrationsfreiheit genießen“. In der Praxis ist die Ausübung dieser Rechte unter dem Vorwand der „sozialen Stabilität“ strengstens verboten. Die Verfassung garantiert Freiheiten, erklärt aber auch, dass es die Pflicht der chinesischen Bürger sei „gegen die Kräfte und Elemente […] zu kämpfen, die dem sozialistischen System Chinas gegenüber feindlich gesinnt sind und versuchen, es zu untergraben“. Schlecht definierte Anti-Subversionsgesetze wie Artikel 105 des Strafgesetzbuches können verwendet werden, um Personen strafrechtlich zu verfolgen, die das Versammlungs-, Rede- oder Demonstrationsrecht ausüben wollen. Andere Bürger, die an verschiedenen Formen des Protestes beteiligt sind, können mit Verwaltungsstrafen, wie einer Verurteilung zu Zwangsarbeitslager, konfrontiert werden.

## Taktiken
Chinesische Dissidenten und Demonstranten setzten zahlreiche verschiedene Taktiken ein, um ihre Unzufriedenheit den Behörden gegenüber zum Ausdruck zu bringen, unter anderem Petitionen bei lokalen Regierungen oder Berufungsämtern, der Weiquan-Bewegung, Demonstrationen auf dem Tian’anmen-Platz, Unterstützung von Dissidenten-Manifesten, wie die Charta 08, Boykotte, Märsche und gelegentlich gewalttätige Ausschreitungen.
Die meisten Proteste in China betreffen lokale Missstände, wie Korruption von Regierungs- oder kommunistischen Parteibeamten auf Bezirks- oder Gemeindeebene; Ausbeutung durch Arbeitgeber; exzessive Besteuerung und so weiter. Proteste, die spezifische, lokale Missstände anvisieren und bei denen Bürger Rechtsbehelfe vorschlagen, sind eher erfolgreich als alternative Formen von Protesten.
Da das Rechtsbewusstsein der chinesischen Bevölkerung seit den 1980er- und 1990er-Jahren gewachsen ist, haben immer mehr Bürgerinnen und Bürger semi-institutionalisierte Formen des Protestes angenommen. Sie bezeichnen dies als „rechtmäßigen Widerstand“, indem sie das Gerichtssystem, Bittstellerwege oder die Dekrete und Richtlinien der Zentralregierung benutzen, um Beschwerden gegen lokale Behörden vorzubringen. Solche Proteste sind gelegentlich erfolgreich. Die Demonstranten sind aber oft frustriert, wenn die Behörden feststellen, dass es nicht im Interesse der Partei liegt, den Forderungen der Protestierenden Gehör zu schenken.
Das Scheitern semi-institutionalisierter Protestmittel kann schließlich dazu führen, dass die Bürger offenere und öffentliche Formen des Widerstands benutzen, wie Sitzstreiks, Aufstellen von Streikposten, koordinierte Hungerstreiks, oder Märsche. Wenn Petitionen an die lokalen Behörden scheitern, bringen viele Bürger ihre Beschwerden in die Hauptstadt Peking und demonstrieren gelegentlich auf dem Tiananmen-Platz.
In vereinzelten Fällen wendeten unzufriedene Bürgerinnen und Bürger Ausschreitungen, Bombardierungen von Regierungsgebäuden und ähnlichen Zielen oder Selbstmord als eine Form des Protestes an. Im Dezember 2011 vertrieben Bewohner des Dorfes Wukan nach Protesten kommunistische Parteibehörden, weil den Dorfbewohnern ihr Land weggenommen worden war.
Bei pro-nationalistischen Protesten beteiligten sich Bürger an Boykotts gegen ausländische Waren oder Unternehmen, offiziell bewilligten Märschen und gelegentlich wurden sie gegen ausländische Botschaften gewalttätig.
Technologie ist zu einem immer wichtigeren Teil des Arsenals chinesischer Demonstranten und Dissidenten geworden. Einige Proteste finden fast ausschließlich im Bereich des Online-Aktivismus und Einsatz statt. Die Bürger protestieren, indem sie Online-Petitionen unterzeichnen, Erklärungen im Internet abgeben, die gegen die Kommunistische Partei gerichtet sind, und sie unterstützen Dissidentenmanifeste, wie beispielsweise die Charta 08 unterschreiben. Cyber-Vigilanten nutzen das Internet, um Regierungsbeamte und andere, die als korrupt angesehen werden, die gegen Menschenrechte verstoßen haben oder die auf andere Weisen gegen kollektive Werte verstießen, öffentlich zu beschämen. SMS-Textnachrichten werden zur Organisation und Koordination von Protesten verwendet.

## Proteste auf dem Land
Schätzungsweise 65 Prozent der jährlich 180.000 Proteste in China sind auf Landkonflikte zurückzuführen, bei denen lokale Regierungsbehörden – oft in Absprache mit privaten Bauträgern – in Dörfern Land beschlagnahmten und die Besitzer verhältnismäßig geringe Entschädigung erhielten. Umfragen seit 2005 ergaben, dass die Zahl dieser Landenteignungen stetig zunahm. Die lokale Regierung beschlagnahmte das Land von etwa vier Millionen chinesischen Landbesitzern. Umfragen zufolge waren zwischen 2002 und 2012 ungefähr 43 Prozent der betrachteten Dörfer von solchen Maßnahmen betroffen. In den meisten Fällen wurde das Land an private Bauträger verkauft, wobei das Land durchschnittlich viel teurer verkauft wurde, als die Entschädigungen, die die Dorfbewohner von der Regierung erhielten.

## Arbeitsproteste
Arbeitsproteste in Chinas Industriesektor sind häufig, da sich Wanderarbeiter gegen niedrige Löhne oder schlechte Arbeitsbedingungen wehren. Es gibt in China Gewerkschaften, doch sollen diese aus staatlichen Kadern bestehen. Die Gewerkschaften sollen ein verlängerter Arm der Kommunistischen Partei Chinas in Betrieben, Fabriken und der Betriebsleitung sein.
2010 streikten Mitarbeiter des chinesischen Honda-Werkes, sie forderten eine Lohnerhöhung und eine selbst erwählte Gewerkschaft. Ein Mitarbeiter erwähnte, dass Honda bereit gewesen sei, Kompromisse zu schließen, doch hätte sich die Regierung in Guangdong gegen Lohnerhöhungen ausgesprochen, da sie befürchteten, dass in anderen Betrieben ähnliche Forderungen gestellt werden könnten. Medienberichten zufolge stieg die Anzahl der Arbeiterstreiks 2015 zu einem Rekordstand an. Der China-Arbeits-Bulletin erwähnte 2509 Streiks und Proteste von Arbeitern und Angestellten in China. Hauptgrund dieser Streiks sollen die vielen Fabrikschließungen und Entlassungen gewesen sein.
2011 kehrten nach den Neujahrsfeiertagen viele Wanderarbeiter nicht an ihren Arbeitsplatz in Südchinas Guangzhou zurück. Der Grund soll gewesen sein, dass in den bisher ärmeren Provinzen mehr Möglichkeiten für Arbeitsplätze geschaffen worden waren. Somit mussten viele nicht mehr in andere Gebiete gehen, um dort zu arbeiten und ihren Lebensunterhalt zu verdienen. Es sollen 30 bis 40 Prozent weniger Wanderarbeiter gewesen sein, normal sei 10 bis 15 Prozent, obwohl Chinas Behörden die Mindestlöhne angehoben hatten. Folglich verlegten ausländische Firmen ihre Produktionsstätten nach Südostasien in „billigere“ Provinzen oder sogar ins Ausland. Chinaexperten der Investmentbank Credit Suisse nannten diesen Wandel einen „historischen Wendepunkt“ sowohl für die Wirtschaft Chinas als auch unter Umständen für die Welt.

## Petitionieren
Seit der Kaiserzeit gehörten zu den wichtigsten Mitteln für die Bürger, wenn sie Beschwerden hatten, bei den Behörden Rechtsbehelfe zu ersuchen. Ein Mittel war eine Petition einzureichen. Die Volksrepublik China behielt die Institution bei, indem sie Petitions- und Berufungsbüros auf lokaler, provinzieller und nationaler Ebene einrichteten. Diese Ämter sind damit betraut, Berufungen und Beschwerden von Bürgern entgegenzunehmen und sie bei der Klärung ihrer Beschwerden zu unterstützen. In den meisten Fällen beginnen die Bürgerinnen und Bürger den Petitionsprozess auf lokaler Ebene und eskalieren zur Provinz- oder Landesebene, wenn sie keinen Rechtsschutz finden können.
Die Zahl der Bittsteller in China – insbesondere derjenigen, die in die Hauptstadt Peking reisen, um das zentrale Berufungsbüro aufzusuchen – ist seit Anfang der 1990er Jahre sprunghaft angestiegen. Einige der allgemeinen Beanstandungen, die auf Petitionswegen eingeholt werden, beziehen sich auf Landenteignungen und erzwungenen Hausabrissen, Umweltschäden, amtlicher Korruption, übermäßiger oder rücksichtsloser Besteuerung und Menschenrechtsverletzungen. Obwohl das Petitionssystem für einige Bürger ein praktisches Mittel ist, um Entschlüsse zu bekommen, ist das System insgesamt angespannt und weitgehend wirkungslos. Viele Bittsteller landen in geheimen Gefängnissen in China oder anderen Haftanstalten, weil sie gegen Missbräuche protestiert hatten.

## Pro-demokratische Proteste

### Mauer der Demokratie
Im Jahr 1978, als Deng Xiaoping einen Reformkurs auf der Grundlage der Theorie der „Vier Modernisierungen“ in Chinas Wirtschaft verfolgte, begannen prodemokratische Dissidenten, Schriften, Nachrichten und Ideen an einer Wand im Bezirk Xicheng in Peking anzubringen. Der Aktivist Wei Jingsheng begann als „Fünfte Modernisierung“ für Demokratie und größere politische Freiheiten einzutreten. Die Mauer der Demokratie wurde zwar eine Zeit lang geduldet, wurde aber 1979 geschlossen, als die Behörden die Kritik an der Einparteienherrschaft und der damaligen Parteiführung für zu weit gegangen hielten.

### Proteste auf dem Tiananmen-Platz 1989
Im Frühjahr 1989 versammelten sich Hunderttausende von Studenten, Arbeitern und anderen auf dem Tiananmen-Platz, (Tian’anmen-Massaker) um den Tod des Generalsekretärs der Kommunistischen Partei Chinas, Hu Yaobang, zu betrauern. Die gewaltfreie Versammlung verwandelte sich in eine Bewegung für mehr Transparenz, Reformen und schließlich Demokratie. Am frühen Morgen des 4. Juni 1989 wurde die Volksbefreiungsarmee mobilisiert, um die Massen zu zerstreuen, indem sie mit Waffen das Feuer auf die Menge eröffnete und mehrere Hundert bis Tausende chinesische Bürger tötete.

### Pro-Demokratie-Proteste 2011
Inspiriert durch die Jasmin-Proteste in Nordafrika und dem Nahen Osten, riefen chinesische Dissidenten im Februar 2011 in mehreren chinesischen Städten zu prodemokratischen Demonstrationen auf. Die Organisatoren schlugen den Teilnehmern zwar zunächst vor, Slogans zu schreien, revidierten aber später ihre Pläne, um die Bürger zu ermutigen, zu bestimmten Zeiten, an bestimmten Orten, harmlos umherzustreifen. Als Reaktion darauf leiteten die chinesischen Behörden eine konzertierte Niederschlagung gegen Dissidenten, Journalisten, Rechtsanwälte, Künstler und andere Personen ein, die sich für demokratische Reformen eingesetzt hatten.

### Ethnische Proteste
China hat 55 ethnische Minderheitengruppen, von denen einige immer wieder Spannungen mit der Mehrheitsgruppe der Han und/oder den chinesischen Behörden erleben. Insbesondere die Bevölkerung der Tibeter, Uiguren und Mongolen haben seit Langem bestehende kulturelle und territoriale Missstände und lehnen in unterschiedlichem Maße die Herrschaft der Kommunistischen Partei Chinas in ihren jeweiligen Heimatländern ab. Wahrgenommene Unterdrückung der Kulturen und Rechte der Minderheiten, gesellschaftlicher Diskriminierung oder wirtschaftlicher Ungleichgewichte, führen manchmal zu ethnischen Protesten oder Ausschreitungen.

#### Tibet
Tibet war historisch gesehen der Schauplatz mehrerer großer Proteste und Aufstände gegen die Herrschaft der Kommunistischen Partei, vor allem in den Jahren 1959, 1989 und 2008. Zu den Hauptkritikpunkten der tibetischen Protestierenden zählen die allgegenwärtigen Menschenrechtsverletzungen und der Mangel an Religionsfreiheit und kulturellem Schutz. Tibetische Demonstranten fordern oft eine größere politische Autonomie, Unabhängigkeit und das Recht, ihre Religion ohne Einmischung auszuüben. Mehrere Proteste in Tibet wurden gewaltsam niedergeschlagen, bisweilen endeten sie mit der Inhaftierung von Aktivisten und der Ermordung von Zivilisten.

#### Xinjiang
Ethnische Minderheiten in Xinjiang unternahmen, manchmal gewaltsam, Proteste und Aufstände gegen die Herrschaft der Kommunistischen Partei. Vor allem das Volk der Uiguren identifiziert sich am stärksten mit ihren zentralasiatischen Verwandten und nicht mit der Herrschaft der Han-Chinesen. Viele haben sich für ein unabhängiges Ostturkestan und größere politische und religiöse Freiheiten eingesetzt. Die ethnischen Spannungen sind in den letzten Jahrzehnten gestiegen, da eine wachsende Han-Chinesen-Bevölkerung in der Region droht, die uigurische Kultur zu verwässern. Im Jahr 2009 kam es in der Hauptstadt Ürümqi zu ethnischen Unruhen. Auch die ethnischen Hui in der Region leiden unter Spannungen mit der Han-Bevölkerung.

#### Mongolei
Wie die Tibeter und Uiguren haben auch einige ethnische Mongolen, die in der Inneren Mongolei leben, eine größere Autonomie, wenn nicht gar völlige Unabhängigkeit von China angestrebt. In der Provinz herrschen ethnische Spannungen zwischen Han und Mongolen, die bisweilen zu Protesten führten. 2011 versuchte ein mongolischer Hirte, einen chinesischen Bergbaukonzern daran zu hindern, sein Weideland in Xilin Hot zu betreten. Ein Han-Chinese in einem Lastkraftwagen fuhr über den Mann und tötete ihn, was mehrere Proteste auslöste.
Im Sommer 2020 hat Chinas Staatsführung angeordnet, dass auf den mongolischsprachigen Schulen in der Inneren Mongolei Politik, Literatur, und Geschichte künftig nicht mehr auf Mongolisch unterrichtet werden dürfen, sondern nur auf Chinesisch. Tausende Menschen waren gegen die neuen Vorgaben auf die Straße gegangen.

### Proteste gegen staatliche Corona-Maßnahmen 2022

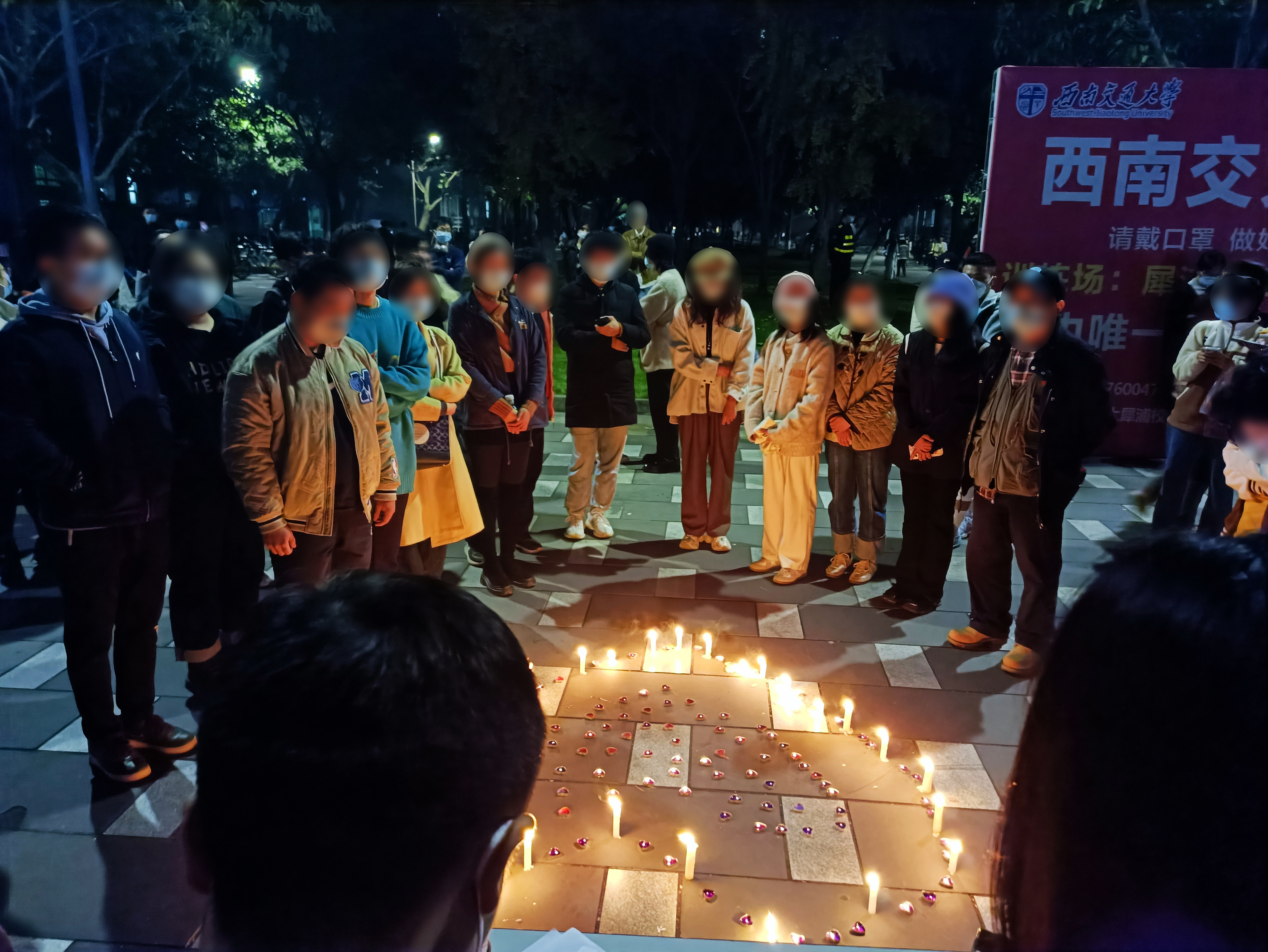
Studenten der Südwest-Jiaotong-Universität gedenken der Opfer des Brandes in Ürümqi am 26. November 2022

Als vermehrt Omikron-Fälle in Shanghai registriert wurden, kündigte die Volksrepublik China am 27. März 2022 eine Ausgangssperre für die etwa 25 Millionen Bewohner der Stadt an. Damit einhergehend wurde der gesamte Wirtschaftsbetrieb der Stadt heruntergefahren. Dies verhinderte jedoch nicht, dass die Stadt auch noch im Folgemonat April einen Anstieg der Infektionszahlen registrierte. Nach Protesten gegen die Ausgangssperren zog Shanghai Ende März 2022 Zivilisten in vier von sechzehn Bezirken Shanghais in die Volksmiliz ein, um die Pandemie-Kontrollmaßnahmen zu unterstützen. Im April wurden vermehrt Hilfeschreie der Bevölkerung aufgrund fehlender Versorgung infolge der Null-Toleranz-Strategie, die die VR China mit stringenten Ausgangssperren verfolgt, publik.
Nach einem Hochhausbrand mit Toten in Ürümqi kam es Ende November 2022 zu den bislang größten Protesten der Regierungszeit Xi Jinpings. Die Proteste richteten sich zunächst hauptsächlich gegen die strikten Corona-Maßnahmen und breiteten sich unter anderem auf Shanghai aus. In Peking versammelten sich Demonstranten auch an einer der renommiertesten Universitäten der Stadt. Die Unruhen erfassten weite Teile des Landes und nahmen eine Intensität an, wie sie China seit den Tian’anmen-Protesten von 1989 nicht gesehen hatte. Neuartig an den Protesten war, dass die Menschen trotz der Informationssperren und Zensur offenbar nicht isoliert voneinander in verschiedenen Städten Chinas demonstrierten, sondern voneinander wussten. Eine neue Qualität bei den Protesten war auch, dass in Sprechchören direkt der Rücktritt von Staatschef Xi gefordert wurde. Die Demonstrierenden entwickelten kreative Lösungen, um ihre Unzufriedenheit zu zeigen. Demonstrierende hielten unbeschriebene weiße Plakate in die Höhe, um damit auf die allgegenwärtige Zensur und das Verbot politischer Meinungsäußerungen aufmerksam zu machen. Im chinesischen Internet posteten Beitragende große Textmengen, die nur aus den chinesischen Schriftzeichen für „ja“, „gut“ und „korrekt“ bestanden, um damit die Filter-Algorithmen der Internetzensur, die vorwiegend kritische und „negative“ Meinungsäußerungen herausfiltert, zu umgehen und ihre Unterstützung der Proteste zu zeigen.

## Falun Gong
Zu den lautstärksten und konsequentesten Gegnern der Kommunistischen Partei gehören in den letzten Jahren Falun-Gong-Praktizierende. Falun Gong ist eine auf Qigong basierende Meditationspraxis mit einer auf buddhistischen Traditionen basierenden Moralphilosophie. In den 1990er Jahren wurde es in China populär gemacht und 1999 gab es schätzungsweise 70 Millionen Praktizierende.
Einige unter den Führern der Kommunistischen Partei waren skeptisch gegenüber der Popularität, der Unabhängigkeit vom Staat und der spirituellen Philosophie der Gruppe. Von 1996 bis 1999 sah sich die Praxis mit unterschiedlichem Ausmaß an Belästigungen durch die Behörden der Kommunistischen Partei und Büros für öffentliche Sicherheit sowie mit Kritik in den staatlichen Medien konfrontiert. Falun-Gong-Praktizierende reagierten auf Medienkritik durch Streikposten in der lokalen Regierung oder in den Medien und waren oft erfolgreich, wenn es darum ging, Widerrufe zu erlangen. Eine solche Demonstration im April 1999 wurde von den Sicherheitskräften in Tianjin abgebrochen, und mehrere Dutzend Falun-Gong-Praktizierende wurden geschlagen und verhaftet. Als Reaktion darauf, mobilisierte Falun Gong am 25. April die größte Demonstration in China seit 1989 und versammelte sich stillschweigend außerhalb des Zentrums der Zentralregierung von Zhongnanhai, um die offizielle Anerkennung und ein Ende der eskalierenden Schikanen gegen sie zu fordern. Vertreter der Falun-Gong-Gruppe trafen sich mit Premierminister Zhu Rongji und erzielten eine Übereinkunft. Parteigeneralsekretär Jiang Zemin kritisierte Zhu jedoch als „zu weich“ und ordnete an, Falun Gong zu besiegen. Am 20. Juli 1999 initiierte die Führung der Kommunistischen Partei eine Kampagne zur Ausrottung der Gruppe durch eine Kombination aus Propaganda, Inhaftierungen, Folter und anderen Zwangsmethoden.
In den ersten beiden Jahren der Niederschlagung reagierten Falun-Gong-Praktizierende in China mit einer Petition an lokale, provinzielle und nationale Berufungsbehörden. Die Bemühungen eine Petition einzureichen, wurde oft mit Gefängnisstrafen belegt, was die Gruppe dazu veranlasste, ihre Taktik zu ändern, indem sie täglich gewaltfreie Demonstrationen auf dem Platz des Himmlischen Friedens veranstalteten. Diese Demonstrationen, bei denen üblicherweise Praktizierende Spruchbänder hielten oder Meditationssitzungen inszenierten, wurden von Sicherheitsbeamten oft gewaltsam aufgelöst. Ende 2001 gab Falun Gong die Proteste auf dem Platz des Himmlischen Friedens weitgehend auf, setzte aber den leisen Widerstand gegen die Verfolgungskampagne fort.

## Online-Proteste
Chinesische Dissidenten benutzen zunehmend das Internet als Mittel zur Äußerung und Organisation der Opposition gegen die Regierung oder die Führung der Kommunistischen Partei. Technische Hilfsmittel sind für chinesische Bürger zu einem Hauptwerkzeug geworden, um ansonsten zensierte Nachrichten und Informationen zu verbreiten. Obwohl das Internet in China einer strengen Zensur und Überwachung unterliegt, ist es aufgrund seiner relativen Anonymität und Sicherheit ein bevorzugtes Forum für widersprechende Äußerungen und Meinungen.
Bloggen und Microblogging-Plattformen wie Weibo enthalten solche Ansichten regelmäßig, obwohl diese Plattformen auch der Zensur unterliegen und schädigende Kommentare von Administratoren gelöscht werden können.
Eine Reihe von prominenten chinesischen Dissidenten, Gelehrten und Rechtsverteidigern und Künstlern unterhalten Blogs, in denen sie Essays und Kritiken gegenüber der Kommunistischen Partei veröffentlichen. Eine innovative Nutzung des Mediums Internet, als Protestmedium, war ein Video des Künstlers Ai Weiwei, in dem verschiedene chinesische Bürgerinnen und Bürger beim Lesen der Namen von Opfern des Erdbebens in Sichuan 2008, die durch schlechte Schulkonstruktionen ums Leben kamen, gefilmt wurden.
Mehrere bekannte Fälle von Menschenrechtsverletzungen haben Online-Proteste ausgelöst. Die Verhaftung von Deng Yujiao, 21 Jahre, die 2009 einen Beamten der örtlichen Regierung in Selbstverteidigung tötete, als er versuchte, sie sexuell zu nötigen, löste Empörung unter den chinesischen Netizen aus, was zu etwa vier Millionen Online-Beiträgen führte. Die Anklage gegen Deng wurde schließlich, als Reaktion auf den Aufschrei, fallen gelassen.
Internet-Vigilante tauften Suchmaschinen zur Menschenfleischsuche Renrou Sousuo, damit korrupte Behörden oder Einzelpersonen strafrechtlich verfolgt werden, indem sie persönliche Informationen über die Übeltäter bekannt geben. Sie laden die Öffentlichkeit dazu ein, diese Informationen zu verwenden, um diese Personen zu demütigen und zu beschämen.
Im Jahr 2008 wurde ein prodemokratisches Manifest, das von einer Gruppe von Intellektuellen mit dem Titel Charta 08 verfasst wurde, online verbreitet, wofür etwa 10.000 Unterschriften gesammelt wurden. Einer der Autoren, Liu Xiaobo, bekam den Friedensnobelpreis. Die mit Falun Gong verbundene Dajiyuan-Zeitung unterhält eine Website, die es chinesischen Bürgern ermöglicht, anonyme, symbolische Austritte aus der Kommunistischen Partei, der Kommunistischen Jugendliga oder den Kommunistischen Jungen Pionieren zu veröffentlichen. Die Website behauptet, dass zig Millionen Menschen solche Aussagen gepostet hätten, obwohl die Zahl nicht unabhängig verifiziert wurde.

## Nationalistische Proteste
Die Anti-Japan-Proteste von 2005 demonstrierten die Stimmung der Chinesen gegen Japan. Diese Proteste brachen in China aus und breiteten sich von Peking bis in die südliche Provinz Guangdong aus. Demonstranten sollen wegen japanischen Kriegsgeschichtsbüchern wütend gewesen sein und mit Steinen auf die japanische Botschaft in Peking geworfen haben. Mehr als 10.000 Chinesen sollen sich einer Kundgebung in Peking angeschlossen und gegen die Verzerrung der Kriegsvergangenheit Japans und gegen die Kandidatur Tokios für einen dauerhaften Sitz im UN-Sicherheitsrat protestiert haben. Mehrere Tausend Chinesen sollen durch Peking marschiert sein und zu einem Boykott von japanischen Waren aufgerufen haben.

## Offizielle Reaktion
Die chinesischen Behörden haben verschiedene Strategien zur Eindämmung von Protesten verfolgt. Dazu gehört die Anwendung von Zwangsmaßnahmen zur Unterdrückung, Zensur, die Inhaftierung oder Umerziehung durch Arbeit von Dissidenten und Aktivisten und die Gründung eines riesigen, inneren Sicherheitsapparates. Die Behörden haben in einigen Fällen versucht, die Ursachen von Frustrationen anzugehen, beispielsweise durch Anti-Korruptionsmaßnahmen und die Verringerung der Einkommensungleichheit in ländlichen Gebieten.